# Cartoteca
Una cartoteca és tant una col·lecció de mapes, com una calaixera per a guardar-hi mapes; i també, en un sentit més ampli, una biblioteca, o local, destinats guardar i conservar una la col·lecció de mapes ordenats per a poder ser consultats.
Existeixen diversos tipus de cartoteques, de vegades com a llocs independents, i altres vegades formant part d'una institució més gran, dins de la qual es troben inserides. I també existeixen cartoteques analògiques, on es conserven mapes, en el sentit tradicional del terme, i cartoteques digitals, amb col·leccions de mapes en format digital. Així, entre aquests tipus de cartoteques, podem trobar la Cartoteca Digital de l'ICGC és el dipòsit de documents digitalitzats de la Cartoteca de l'Institut Cartogràfic i Geològic de Catalunya (ICGC). Altres cartoteques destacades són la Cartoteca del Centre Excursionista de Catalunya (CEC) o la Cartoteca de la Facultat de Geografia i Història de la Universitat de València.